# Flesh and Blood (album de Poison)
Pour les articles homonymes, voir Flesh and Blood.
Albums de Poison
Open Up and Say... Ahh!
(1988) Native Tongue
(1993)
Flesh and Blood est le 3e album studio de Poison enregistré en 1990, sorti le 21 juin 1990.

## Liste des titres
| 1.    | Strange Days of Uncle Jack  | 1:40 |
| 2.    | Valley of Lost Souls        | 3:58 |
| 3.    | (Flesh and Blood) Sacrifice | 4:40 |
| 4.    | Swampjuice (Soul-O)         | 1:25 |
| 5.    | Unskinny Bop                | 3:48 |
| 6.    | Let It Play                 | 4:21 |
| 7.    | Life Goes On                | 4:47 |
| 8.    | Come Hell or High Water     | 5:02 |
| 9.    | Ride the Wind               | 3:51 |
| 10.   | Don't Give up an Inch       | 3:43 |
| 11.   | Something to Believe In     | 5:28 |
| 12.   | Ball and Chain              | 4:23 |
| 13.   | Life Loves a Tragedy        | 5:14 |
| 14.   | Poor Boy Blues              | 5:19 |
| 57:38 |                             |      |

| 15. | Something to Believe In (acoustique) | 5:59 |
| 16. | God Save The Queen (instrumentale)   | 2:47 |

## Formation
- Bret Michaels - chants
- C.C. DeVille - guitare
- Bobby Dall - basse
- Rikki Rockett - batterie